# Greenville Groove
Greenville Groove – amerykański klub koszykarski z siedzibą w mieście Greenville, w stanie Karolina Południowa. Drużyna była członkiem ligi NBDL. Klub powstał w 2001 roku, a swoje spotkania rozgrywał w BI-LO Center.

## Historia
W lipcu 2001 roku National Basketball Association ogłosiła oficjalnie przystąpienie zespołu do NBA Development League. Trenerem zespołu został były finalista NBA (1995), zaliczany kilkukrotnie do składów najlepszych obrońców ligi – Wayne „Tree” Rollins. 16 sierpnia ogłoszono, iż asystentem trenera zostanie Stephanie Ready, która stała się w ten sposób pierwszym trenerem kobietą w historii, w profesjonalnej, męskiej lidze koszykówki.
Już w swoim pierwszym sezonie występów w NBDL zespół dotarł do finałów ligi, gdzie pokonał 2–0 North Charleston Lowgators, zdobywając mistrzostwo.
Do kolejnych rozgrywek drużyna przystępowała w roli obrońcy tytułu mistrzowskiego. Po uzyskaniu wyniku 22–28 nie zakwalifikował się jednak do dalszych rozgrywek. Dodatkowo frekwencja na meczach była bardzo niska, co wpływało negatywnie na rentowność całego przedsięwzięcia. Wobec powyższego oraz wygasającej umowy z klubem władze NBA zdecydowały się zawiesić jego działanie, co doprowadziło w rezultacie do likwidacji zespołu.

## Wyniki sezon po sezonie
| Sezon                  | Miejsce                | W  | P  | %    | Play–off                                                                        |
| ---------------------- | ---------------------- | -- | -- | ---- | ------------------------------------------------------------------------------- |
| 2001-02                | 2                      | 36 | 20 | 64   | Wygrana – Półfinały (Columbus) 2-1 Wygrana – Finały NBDL (North Charleston) 2-0 |
| 2002-03                | 7                      | 22 | 28 | 44   |                                                                                 |
| Suma - sezon regularny | Suma - sezon regularny | 58 | 48 | 54,7 |                                                                                 |
| Suma - playoff         | Suma - playoff         | 4  | 1  | 80   |                                                                                 |

## Nagrody i wyróżnienia
- MVP
  - Ansu Sesay (2002)[7]
- Obrońca roku
  - Jeff Myers (2002)[8]

- Sportsmanship Award
  - Billy Thomas (2003)[9]
- All–D–League First Team[10]
  - Ansu Sesay (2002)
  - Billy Thomas (2002)
  - Thomas Hamilton (2002)

- All–D–League Honorable Mention Team[11]
  - Jeff Myers (2002)
  - Rahim Lockhart (2002)
  - Kevin Lyde (2003)